# Tepuidessus breweri
Tepuidessus breweri là một loài bọ cánh cứng trong họ Bọ nước. Loài này được Spangler miêu tả khoa học năm 1981.